# فرودگاه بین‌المللی ژنرال روبرتو فیرو ویلالوبوس
فرودگاه بین‌المللی ژنرال روبرتو فیرو ویلالوبوس (به انگلیسی: General Roberto Fierro Villalobos International Airport) یک فرودگاه نظامی و همگانی مسافربری با کد یاتا CUU است که یک باند فرود آسفالت دارد و طول باند آن ۱۱۰۰ متر است. این فرودگاه در کشور مکزیک قرار دارد و در ارتفاع ۱۳۳۰ متری از سطح دریا واقع شده‌است.